# Depok (Lebakbarang)
Depok is een bestuurslaag in het regentschap Pekalongan van de provincie Midden-Java, Indonesië. Depok telt 538 inwoners (volkstelling 2010).